# Methionine
Methionine (afgekort tot Met of M) is een natuurlijk voorkomend, zwavelhoudend aminozuur.  Het is een van de twintig α-aminozuren die gebruikt worden voor de synthese van alle eiwitten. Methionine speelt een belangrijke rol in stofwisseling en gezondheid van alle organismen. Het is de precursor (voorloperstof) van cysteïne, taurine en het veelzijdige antioxidant glutathion. 
Het menselijk lichaam kan methionine aanmaken uit homocysteïne onder invloed van het enzym methioninesynthase. Omdat methionine een belangrijke methyldonor is en door het lichaam snel wordt verbruikt, behoort het echter tot de essentiële aminozuren: de mens moet methionine via de voeding of via voedingssupplementen binnenkrijgen.
Methionine speelt een belangrijke rol in angiogenese, de aangroei van nieuwe bloedvaten. Suppletie van het aminozuur kan gunstig zijn voor mensen die lijden aan kopervergiftiging. Overconsumptie van methionine houdt volgens een aantal onderzoeken verband met een risico op tumorvorming.

## Voorkomen
Methionine komt in veel levensmiddelen voor, met name in eieren, vlees en vis. Ook sesamzaad, paranoten en enkele andere zaden en granen zijn rijk aan methionine. De meeste peulvruchten bevatten weinig methionine, ondanks hun hoge eiwitgehalte. In eiwitarme producten zoals de meeste groenten en fruitsoorten is methionine feitelijk afwezig.

## Functie

### Eiwitsynthese
Samen met cysteïne, is methionine een van de twee zwavelhoudende aminozuren die voor de eiwitsynthese kunnen worden gebruikt. In tegenstelling tot cysteïne hebben methionineresiduen meestal geen katalytische activiteit.
Methionine is een van de slechts twee aminozuren die door één enkel codon (AUG) worden gecodeerd in de standaard genetische code (tryptofaan, gecodeerd door UGG, is de andere). Het AUG codon is ook de "start"-boodschap (het startcodon) voor een ribosoom dat daarmee de translatie van een eiwit vanuit het mRNA begint. De consequentie is dat methionine het eerste aminozuur is in alle eiwitten die eukaryoten en archaea produceren. Dit eerste methionineresidu wordt echter vaak uit het uiteindelijke eiwit verwijderd of gemodificeerd, bijvoorbeeld door acetylering van de aminogroep.

### Methyldonor

S-adenosylmethionine is een belangrijke cofactor die uit methionine wordt gevormd

Niet voor de eiwitsynthese gebruikte methionine kan door reactie met ATP omgezet worden in S-adenosylmethionine (SAMe), een belangrijke donor van methylgroepen in de meeste organismen.
Methylgroepen zijn nodig voor de biosynthese van allerlei andere stoffen, zoals choline, creatine, adrenaline, carnitine, nucleïnezuren, histidine, taurine, glutathion, lecithine, fosfatidylcholine en andere fosfolipiden.
Na het doneren van zijn methylgroep kan het gedemethyleerde molecuul (S-adenosyl-homocysteïne) worden omgezet in homocysteïne dat opnieuw kan worden gemethyleerd. Een andere mogelijkheid is dat de adenosylgroep afgesplitst wordt en vervolgens in homoserine en cysteïne omgezet worden kan.

### Ethyleensynthese
Door planten wordt methionine gebruikt voor de aanmaak van etheen. Dit proces staat ook wel bekend als de Yangcyclus of de methioninecyclus. Etheen is een gasvormige verbinding die een belangrijke rol speelt bij de rijping van fruit.

## Stofwisselingsziekten
De afbraak van methionine is verstoord bij de volgende stofwisselingsziekten:
- Gecombineerde malon- en methylmalonacidurie (CMAMMA)
- Homocystinurie
- Methylmalonacidemie
- Propionacidemie

## Toepassing
Methionine wordt onder meer in de medische diagnostiek ingezet, bijvoorbeeld bij de zogenaamde methionine belastingstest. Dit is een methode om een verhoogd homocysteïnepeil in het bloed (hyperhomocysteïnemie) te bepalen, dat geassocieerd wordt met diverse gezondheidsklachten. Als bijwerking van de toediening van methionine kan hoofdpijn en misselijkheid optreden.
DL-Methionine (dus het racemaat) wordt bij supplementering van diervoeders ingezet. Daarbij wordt de voedingswaarde van kippenvoer door geringe bijmenging van DL-methionine verbeterd. Dit wordt vooral toegepast wanneer het eigenlijke voer arm is aan zwavelhoudende aminozuren (cysteïne en methionine). Verreweg de meeste geproduceerde synthetische (racemische) methionine wordt voor dit doel gebruikt.

## Risico's van suppletie
Een afbraakproduct van methionine is homocysteïne en suppletie van L-methionine kan het homocysteïnepeil van het bloed verhogen. Hyperhomocysteïnemie is een risicofactor voor atherosclerose en trombose. Dit risico is voornamelijk erfelijk, maar ook hormonaal bepaald. Vitamine B6 is nodig voor de omzetting van methionine in cysteïne. Vitamine B6 in combinatie met foliumzuur en vitamine B12 is zeer effectief om het homocysteïnepeil te verlagen.

## Hypermethioninemie
Patienten met levercirrose vertonen vaak stapeling van methionine als gevolg van een verstoring in de zwavelstofwisseling. Onderzoek wijst uit dat de verstoringen in het methionine metabolisme kunnen bijdragen aan verdere leverschade. Door de belangrijke rol van de lever in de zwavelstofwisseling kan er daarnaast hyperhomocysteinemie optreden met gevaar voor vasculaire aandoeningen.